# هانس گلدشمیت
هانس گلدشمیت (آلمانی: Hans Goldschmidt؛ ۱۸ ژانویهٔ ۱۸۶۱ – ۲۱ مهٔ ۱۹۲۳) یک شیمی‌دان اهل آلمان بود.
از کارهای موثر وی در علم شیمی،کشف واکنش ترمایت در سال ۱۸۹۳ بود.این واکنش بعضی اوقات با نام (واکنش گلدشمیت) نیز نامیده میشود.